# Nutter
Nutter is een buurtschap in de Twentse gemeente Dinkelland in de Nederlandse provincie Overijssel. Nutter ligt ten noordwesten van Ootmarsum en ten zuidoosten van de natuurgebieden Springendal en Hazelbekke. Het glooiende landschap is ontstaan tijdens het Saalien (de voorlaatste ijstijd), toen gletsjers het noorden van Nederland bedekten. De vondst van grafheuvels in het Nutterveld bewijzen dat het gebied rondom Nutter reeds bewoond was in de steen- en de vroege bronstijd.
Tot de gemeentelijke herindeling van 1 januari 2001 viel de buurtschap onder de gemeente Denekamp. Op 1 januari 2023 telde de buurtschap 175 inwoners.

## Afbeeldingen

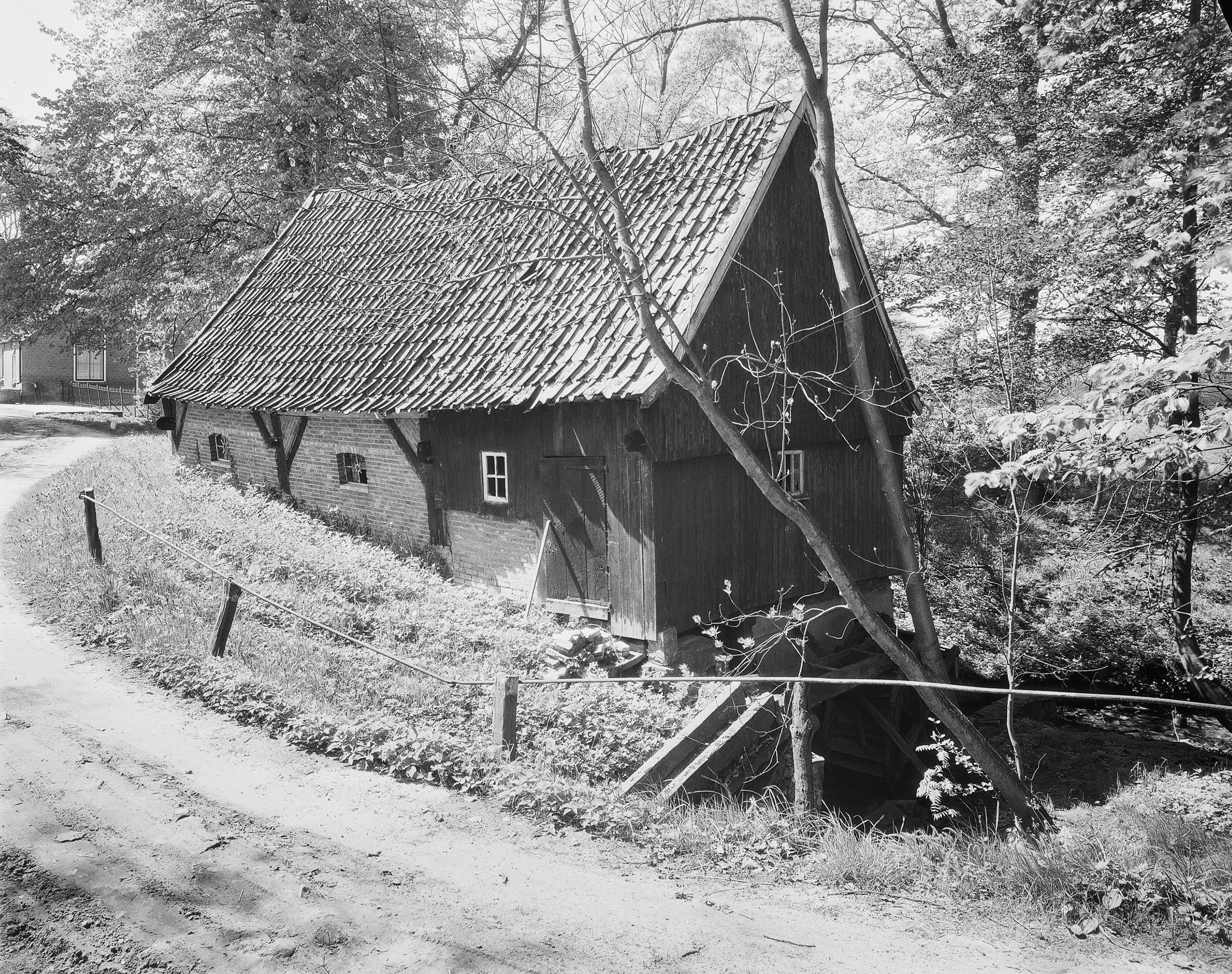
Molen van Hazelbekke
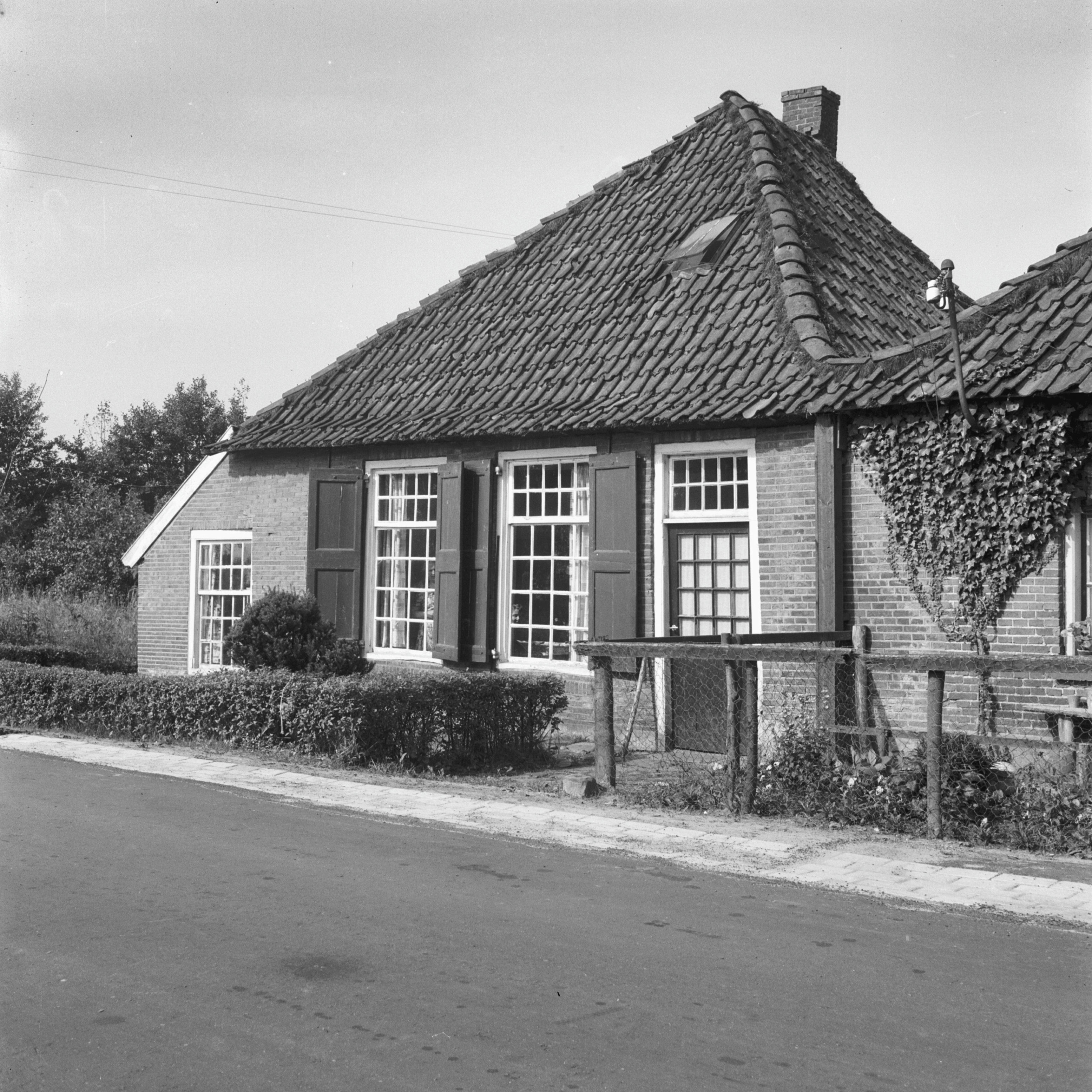
Woning
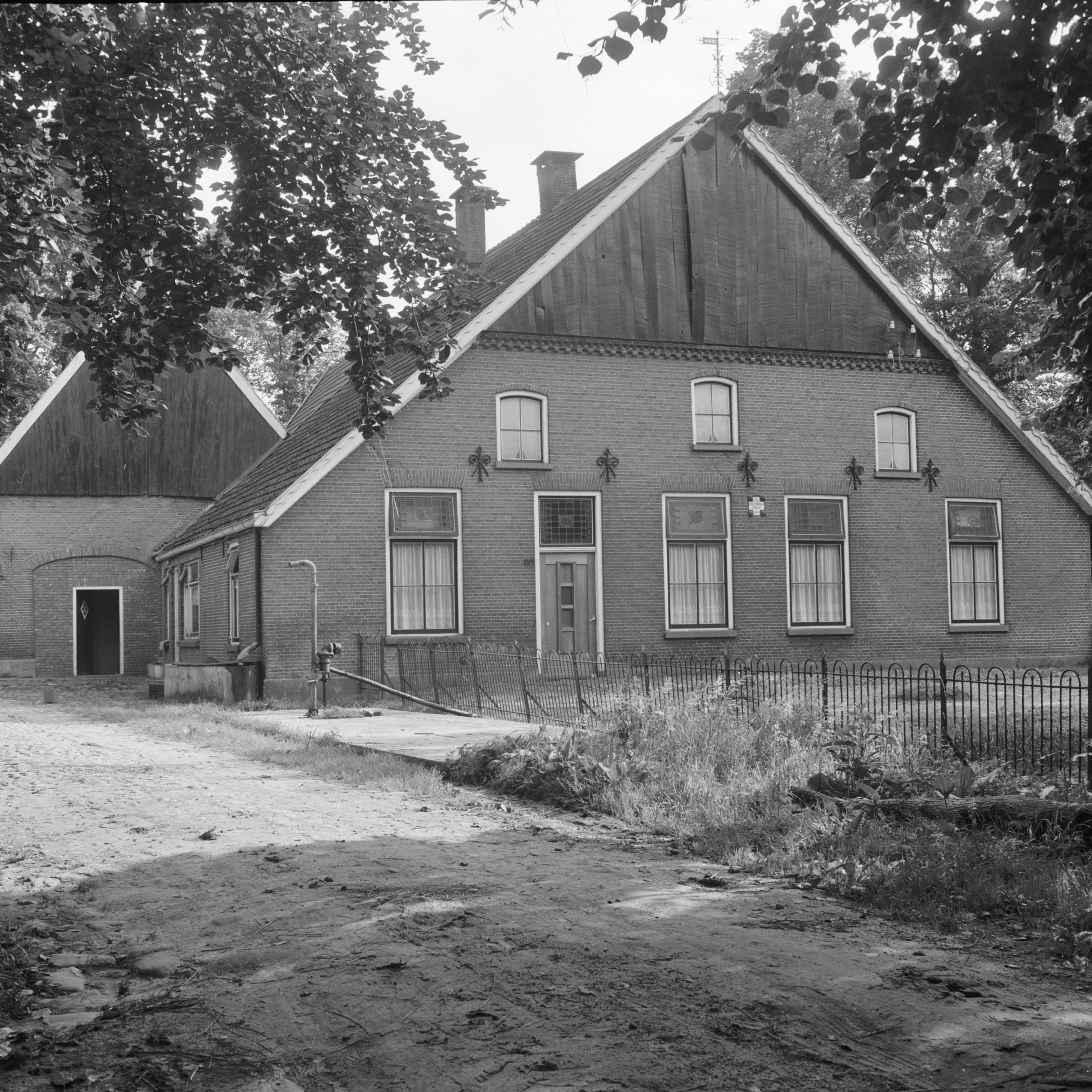
Boerderijtje
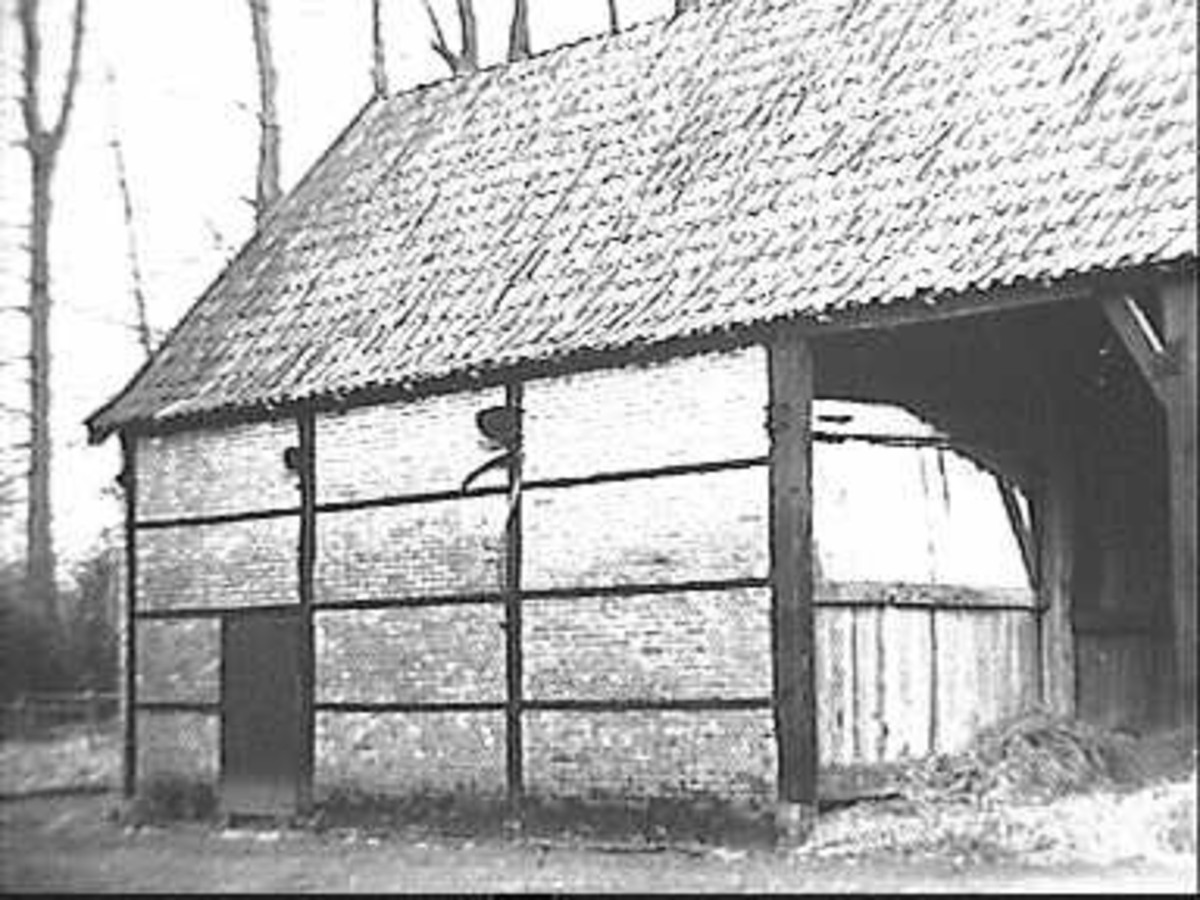
Doorrijschuur